# Dark Souls
Dark Souls là một trò chơi video hành động nhập vai do FromSoftware phát triển và được xuất bản bởi Bandai Namco Games. Trò chơi là phần đầu tiên trong loạt Dark Souls và là hậu duệ tinh thần của của Demon's Souls, cũng đến từ FromSoftware. FromSoftware phát hành Dark Souls cho PlayStation 3 và Xbox 360 tại Nhật Bản vào tháng 9 năm 2011 và Bandai Namco Games phát hành trên toàn thế giới trong tháng tiếp theo. Dark Souls lấy bối cảnh trong vương quốc hư cấu Lordran, nhân vật chính là một người bất tử bị nguyền rủa và bắt đầu cuộc hành trình để tìm hiểu về số phận của giống loài.
Tháng 8 năm 2012, một bản port Dark Souls: Prepare To Die Edition đã được phát hành cho Microsoft Windows. Đó là một bản bổ sung các nội dung không có trên các bản PlayStation 3 và Xbox 360. Tháng 10 năm 2012, những nội dung này được phát hành dưới dạng DLC trên các bản console với cái tên Artorias of the Abyss.
Dark Souls nhận được sự tán dương nhiệt liệt khi phát hành và được coi là một trong những trò chơi điện tử hay nhất từng được xuất bản. Các nhà phê bình khen ngợi chiều sâu trong chiến đấu, thiết kế của các màn và cách diễn giải, mô tả thế giới qua văn bản chú thích trong game. Tuy nhiên độ khó của trò chơi nhận được đánh giá hai chiều. Một số ca ngợi những thách thức game đặt ra, còn những người khác chỉ trích sự khó khăn đến mức không cần thiết. Phiên bản Windows của trò chơi ít được đón nhận hơn vì những vấn đề kỹ thuật. Vào tháng 4 năm 2013, trò chơi đã bán được hơn hai triệu bản trên toàn thế giới. Phần tiếp theo của trò chơi, Dark Souls II, được phát hành vào năm 2014. Một phiên bản làm lại có tên Dark Souls: Remastered, đã được phát hành cho PlayStation 4, Xbox One, Windows và Nintendo Switch vào năm 2018.

## Lối chơi

Nhân vật người chơi (phải) chiến đấu với Artorias, một trong những con trùm từ bản mở rộng nội dung có thể tải xuống Artorias of the Abyss

Dark Souls là game hành động nhập vai góc nhìn thứ ba. Cơ chế cốt lõi của trò chơi là khám phá. Người chơi được khuyến khích trong việc tiến hành mọi thứ thật thận trọng, rút kinh nghiệm từ những sai lầm trong quá khứ hoặc tìm các khu vực khác để khám phá. Dark Souls có một thế giới mở lớn được kết nối thông qua một khu vực trung tâm (Firelink Shrine). Người chơi có thể di chuyển đến và đi từ các khu vực và khám phá nhiều con đường khác nhau theo ý muốn, mặc dù trước đó phải đáp ứng các điều kiện tiên quyết nhất định có thể vào các khu vực nhất định.
Một cơ chế cốt lõi của Dark Souls là lửa trại, nằm rải rác khắp thế giới và có chức năng như một trạm nghỉ chân cho mỗi cấp độ. Khi nghỉ ngơi, người chơi được hồi đầy máu, sạc đầy các bình thuốc hồi máu, nhưng tất cả kẻ thù (ngoại trừ trùm, mini-boss và các nhân vật cụ thể) đều được hồi sinh. Trong khi nghỉ ngơi, người chơi có thể lên cấp và thực hiện các chức năng khác.
Chiến đấu bao gồm cận chiến, tấn công tầm xa, các hình thức phòng thủ cơ động khác nhau và phép thuật. Trong cận chiến, người chơi có thể sử dụng một loạt các loại vũ khí thời trung cổ, bao gồm kiếm, giáo, chùy, kiếm ma thuật, đại đao ma thuật và chùy khổng lồ. Để tấn công tầm xa, người chơi có thể sử dụng các loại cung tên và nỏ. Để phòng thủ, các nhân vật có thể dùng khiên, áo giáp, lăn để né đòn và đỡ. Đối với ma thuật, phù thủy có rất nhiều khả năng tấn công và phòng thủ, các nhân vật người chơi không sử dụng bất kỳ hình thức năng lượng nào như trong hầu hết các game nhập vai giả tưởng khác - thay vào đó, họ có số lần sử dụng riêng biệt cho mỗi phép khi nghỉ ngơi tại lửa trại. Những hình thức chiến đấu khác nhau này đều có ưu và nhược điểm, biến thể riêng; và tất cả có thể được tăng sức mạnh hoặc thay đổi bằng nhiều cách thông qua việc lên cấp, rèn, sử dụng vật phẩm, nhẫn ma thuật và thiết bị mới.

### Chế độ nhiều người chơi
Một điểm khá phức tạp của Dark Souls là hệ thống "humanity" (nhân loại). Có hai hình thức nhân vật người chơi là con người hoặc hollow. Bất cứ khi nào người chơi chết trong hình dạng con người, họ trở về dạng hollow và chỉ có thể phục hồi dạng người bằng cách tiêu thụ một vật phẩm. Để có được sự hỗ trợ của người chơi khác, người chơi phải ở dạng người. Trong khi ở dạng người, người chơi có thể bị những người chơi khác và các nhân vật không phải người chơi (NPC)  tấn công. Họ tìm cách giết người chơi và khôi phục nhân loại của chính họ, thu thập linh hồn hoặc mục tiêu khác.
Nhân loại có thể được mua lại theo nhiều cách, và nếu không có nhân loại, người chơi vẫn có thể chơi trong dạng hollow. Lúc chết ở bất kì dạng nào đều làm mất tất cả các linh hồn và điểm nhân loại thu thập được. Sau đó người chơi hồi sinh trong dạng hollow tại lửa trại gần nhất với một cơ hội trở lại nơi vừa chết để lấy lại tất cả các linh hồn và nhân loại bị mất. Nếu người chơi lại chết trước khi đến đó, các linh hồn và nhân loại mà họ đã tích luỹ trước đó sẽ bị mất vĩnh viễn.
Sự giao tiếp giữa các người chơi được hạn chế. Bên cạnh cử chỉ nhân vật, những người chơi có thể giao tiếp bằng Orange Guidance Soapstone, cho phép họ viết các tin nhắn giới hạn mà người khác có thể đọc trong cùng một khu vực.
Trong suốt trò chơi, có nhiều NPC mà người chơi có thể gặp. Những nhân vật này thêm vào cốt truyện của trò chơi nhưng không bắt buộc phải tương tác. Nếu người chơi chọn tương tác với họ, các nhân vật này có thể  được triệu hồi cho một số trận đấu trùm để hỗ trợ người chơi. Chiến đấu PVP trực tuyến là một tính năng phổ biến trong game.

## Khái quát
Dark Souls sử dụng cách kể chuyện tối giản để truyền tải cốt truyện và truyền thuyết của nó. Các sự kiện lịch sử trong thế giới của nó và tầm quan trọng của chúng thường được ngầm định sẵn hoặc để lại cho người chơi tự hiểu hơn là giải thích. Hầu hết câu chuyện được kể từ các nhân vật NPC, các lời giải thích (flavor text) từ các vật phẩm, thiết kế thế giới...

### Cốt truyện
Đoạn phim mở đầu tạo tiền đề cho trò chơi. Loài rồng từng thống trị thế giới. Trong thời kỳ này, một người đàn ông tên Gwyn tình cờ gặp một vật thể được gọi là First Flame ("Ngọn lửa đầu tiên") và tìm thấy Lord  "Linh hồn Chúa". Anh ta và các đồng minh của mình sử dụng sức mạnh của họ để đánh bại những con rồng, bắt đầu Age of Fire (Thời đại Lửa). Theo thời gian, ngọn lửa bắt đầu mờ dần cùng với sự trỗi dậy của con người và Gwyn đã hy sinh bản thân để kéo dài Age of Fire. Với ngọn lửa được thắp lại một cách giả tạo, lời nguyền của xác sống bắt đầu phủ lên loài người, khiến một số người sống lại sau khi chết liên tục.
Nhân vật người chơi là một xác sống bị nguyền rủa, bị nhốt trong một trại cho xác sống. Sau khi thoát khỏi nhà tị nạn, người chơi du hành tới Lordran để rung Chuông Thức tỉnh. Tiếng chuông đánh thức Kingseeker Frampt, sau đó bảo người chơi lên Anor Londo. Trong Anor Londo, Gwynevere hướng dẫn người chơi thành công kế vị Gwyn và hoàn thành lời tiên tri. Để thực hiện điều này, Linh hồn Chúa phải được lấy lại từ các đồng minh lúc trước của Gwyn và trở về ngọn lửa. Tùy chọn, người chơi có thể gặp Darkstalker Kaathe, người khuyến khích người chơi không liên kết lửa mà để nó lụi đi, để cho Age of Dark (Thời đại Bóng tối) trỗi dậy. Khi người chơi có được Lord Souls, họ phải du hành tới Kiln of the First Flame (Lò của Ngọn lửa đầu tiên) để chiến đấu với Gwyn. Khi Gwyn bị đánh bại, người chơi có quyền lựa chọn liên kết ngọn lửa để bảo tồn Age of Fire hoặc để nó tàn đi để thế giới chìm vào Age of Dark.

### Artorias of the Abyss
Tại một thời điểm nào đó trong quá khứ, một người được gọi là Manus tỉnh dậy và bắt đầu truyền bá Abyss. Hiệp sĩ Artorias đã được gửi để ngăn chặn sự lây lan của Abyss, nhưng ông đã thất bại và đã bị Abyss xâm chiếm. Trong khi đó, Manus tìm kiếm trong vô vọng chiếc mặt dây chuyền dài bị mất của mình trong không gian và thời gian. Khi người chơi lấy được mặt dây chuyền, Manus kéo chúng vào quá khứ. Ở đó, người chơi phải tiêu diệt Artorias bị tha hoá bởi Abyss và Manus, ngăn chặn sự lây lan của Abyss. Sau đó phải che giấu việc mình khống chế được Abyss để giữ gìn thanh danh cho Artorias.

## Quá trình phát triển
Dark Souls do FromSoftware phát triển, với sự chỉ đạo và sản xuất của tác giả Miyazaki Hidetaka. Dark Souls là sự kế thừa về mặt tinh thần cho trò chơi cổ điển đình đám trước đây của FromSoftware là Demon's Souls (bản thân nó là kế thừa tinh thần của loạt King's Field trước đó của chính FromSoftware). Tuy nhiên, Demon's Souls được Sony xuất bản còn Dark Souls lại do Bandai Namco; việc chuyển giao này có nghĩa là quyền sở hữu trí tuệ đã ngăn FromSoftware không được làm phần tiếp theo. Sau hai năm phát triển, Dark Souls đã được phát hành với vô số điểm tương đồng (chẳng hạn như lối chơi, nhiều người chơi trực tuyến và trình bày cốt truyện) và sự khác biệt (chẳng hạn như một thế giới kết nối và các nhân vật mới trong một vũ trụ và cốt truyện khác biệt) so với tiền nhiệm của nó.

## Tiếp nhận

### Bản phát hành gốc
Dark Souls đã nhận được đánh giá tích cực từ các nhà phê bình khi phát hành. Một trong những người đánh giá cho Dark Souls đã mô tả nó là "một [trò chơi nhập vai] giả tưởng đen tối rất khó nhằn" rằng nó "nhập vai đến tận gốc rễ" và nhấn mạnh "bản đồ thực địa khổng lồ và những kẻ thù siêu mạnh làm khơi dậy cả cảm giác phiêu lưu và cảm giác sợ hãi của bạn." Một nhà phê bình khác nói rằng "niềm hạnh phúc tuyệt đối mà bạn nhận được sau khi trả giá cho việc thử-và-sai được đền đáp và khi bạn vượt qua thử thách, là hoàn toàn có một không hai."
GameSpot ca ngợi hệ thống trực tuyến và cảm giác hân hoan khi chinh phục được các trận đấu trùm sau nhiều lần thất bại. Họ cũng gợi ý rằng những người chơi bình thường có thể gặp khó khăn để đi tiếp, trong khi những người đam mê trò chơi nhập vai sẽ phát triển mạnh hơn khi đối mặt độ khó này. IGN khen ngợi thiết kế đẳng cấp, đa dạng, nhấn mạnh vào các tính năng trực tuyến, giai điệu và bầu không khí đen tối đỉnh cao, cũng như lối chơi sâu sắc. Mặc dù ca ngợi độ khó khủng khiếp, họ cũng cho rằng "có sự khác biệt giữa việc bị trừng phạt và bất công." Eurogamer cũng hoan nghênh thiết kế màn chơi và bầu không khí, trong khi lưu ý độ khó của trò chơi có thể không hấp dẫn những người chơi thông thường.

## Di sản

### Phần tiếp theo
Dark Souls II đã được công bố tại Giải thưởng trò chơi điện tử Spike ngày 7 tháng 12 năm 2012 cho bản phát hành trên PlayStation 3, Xbox 360, và Microsoft Windows. Giữa những tin đồn về khả năng giảm độ khó của loạt từ nhận xét của giám đốc mới của Edge là Brian Hong, giám đốc thương hiệu toàn cầu của Namco Bandai Games America, tuyên bố Dark Souls II sẽ "cực kỳ khó nhằn." Dark Souls II được phát hành vào đầu năm 2014. Một phiên bản cập nhật của nó, có phụ đề là "Scholar of the First Sin", phát hành năm 2015 cho cùng một nền tảng, Xbox One và PlayStation 4.